# Juan Manuel Sánchez y Gutiérrez de Castro
Juan Manuel Sánchez y Gutiérrez de Castro, també conegut com a Duc consort d'Almodóvar, (Jerez de la Frontera, 15 de desembre de 1850 – Madrid, 23 de juny de 1906) fou un polític espanyol, diputat liberal a les Corts, Vicepresident del Congrés i de la Comissió de Pressupostos, ministre d'Estat durant la regència de Maria Cristina d'Habsburg-Lorena i durant el regnat d'Alfons XIII. Va ser el polític espanyol que va signar el Tractat de París que suposava la pèrdua de Cuba, Puerto Rico i Filipines, i la Conferència d'Algesires.

## Biografia
Fill d'Antonio Sánchez Romate, fundador dels cellers del mateix nom, va estudiar dret a la Universitat de Sevilla, especialitzant-se en afers socials i Hisenda Pública. Es va casar a Còrdova amb la Duquessa d'Almodóvar, i adquirí per matrimoni el títol de Duc d'Almódovar. Fou diputat per la Província de Còrdova en obtenir-ne l'escó a les eleccions generals espanyoles de 1879 i 1881, passarà a representar a la província de Cadis en les eleccions convocades entre 1886 i 1905.
Va ser Ministre d'Estat entre el 24 de maig de 1898 i el 4 de març de 1899 en un gabinet de Sagasta. Sota la presidència d'aquest polític tornaria a ocupar la mateixa cartera ministerial entre el 6 de març de 1901 i el 6 de desembre de 1902 en quatre governs successius.
Les seves polítiques accentuaven els interessos de Jerez en diverses legislatures, i va assessorar als ministres del ram sobre les mesures que haurien d'adoptar-se per defensar el comerç dels vins espanyols davant de la competència estrangera.

## Tractat de París
Va ocupar els càrrecs de vicepresident del Congrés i de la Comissió de Pressupostos. En 1898, després de la guerra amb els Estats Units, va ser nomenat ministre d'Estat pel primer ministre Sagasta entre el 24 de maig de 1898 i el 4 de març de 1899. Com a responsable d'aquest ministeri va haver d'assumir la tasca de mantenir el prestigi internacional d'Espanya després de la derrota i intentar limitar les seves conseqüències.
Després de fracassar la mediació anglesa, el 21 de novembre d'aquell any, els representants dels Estats Units van presentar una oferta a manera d'ultimàtum, amenaçant de continuar les hostilitats en cas de la no-acceptació. Aquesta oferta suposava la pèrdua de Cuba, l'annexió de Puerto Rico, la compra de les Filipines per 20 milions de dòlars, l'annexió de les Illes de Guam, Marianes i Carolies. Sense cap suport europeu, la pressió alemanya i davant la gravetat de la situació, va haver de signar el Tractat de París.
Sota la presidència d'aquest mateix polític tornaria a ocupar la mateixa cartera ministerial entre el 6 de març de 1901 i el 6 de desembre de 1902 en quatre governs successius.

## Conferència Internacional d'Algesires
Posteriorment, entre l'1 de desembre de 1905 i el 23 de juny de 1906 tornaria a exercir la cartera de ministre d'Estat en un gabinet Moret.
Va presidir a l'abril de 1906 la Conferència d'Algesires. President del Consell de Ministres, Segismundo Moret, va proposar al Rei li fos concedit el títol de Duc d'Algesires, nomenament que Juan Manuel Sánchez va rebutjar cortesament amb aquestes paraules: L'estricte compliment del deure no necessita recompenses.
Pocs mesos després de la Conferència Internacional d'Algesires, moria en Madrid. Un Reial decret signat aquest mateix dia li concedia el nomenament de Capità General amb comandament en plaça. Es disposava, a més, que se li rendissin els honors corresponents i se celebressin solemnes honres fúnebres pels seus rellevants serveis a la Pàtria, a la Corona i a les Institucions de l'Estat. Es disposava també, distingir a la seva mare amb el títol de Duquessa d'Algesires que el seu fill no va voler acceptar en vida.